# Wahlbezirk Böhmen 50
Der Wahlbezirk Böhmen 50 war ein Wahlkreis für die Wahlen zum Abgeordnetenhaus im österreichischen Kronland Böhmen. Der Wahlbezirk wurde 1907 mit der Einführung der Reichsratswahlordnung geschaffen und bestand bis zum Zusammenbruch der Habsburgermonarchie.

## Geschichte
Nachdem der Reichsrat im Herbst 1906 das allgemeine, gleiche, geheime und direkte Männerwahlrecht beschlossen hatte, wurde mit 26. Jänner 1907 die große Wahlrechtsreform durch Sanktionierung von Kaiser Franz Joseph I. gültig. Mit der neuen Reichsratswahlordnung schuf man insgesamt 516 Wahlbezirke, wobei mit Ausnahme Galiziens in jedem Wahlbezirk ein Abgeordneter im Zuge der Reichsratswahl gewählt wurde. Der Abgeordnete musste sich dabei im ersten Wahlgang oder in einer Stichwahl mit absoluter Mehrheit durchsetzen. Der Wahlkreis Böhmen 50 umfasste die Gerichtsbezirke Beraun, Unhošt und Dobřiš, wobei
die zum Wahlbezirk 19 gehörenden Städte Beraun und Unhošt vom Wahlbezirk ausgenommen waren.
Aus der Reichsratswahl 1907 ging aus dem ersten Wahlgang der Sozialdemokrat František Modráček als Sieger hervor. Bei der Reichsratswahl 1911 konnte Modráček sein mandat erfolgreich verteidigen.

## Wahlergebnisse

### Reichsratswahl 1907
Die Reichsratswahl 1907 wurde am 14. Mai 1907 (erster Wahlgang) durchgeführt. Die Stichwahl entfiel auf Grund der absoluten Mehrheit für Modráček im ersten Wahlgang.
| Kandidat                                                                       | Partei                                  | Wahlkreis- stimmen | Prozent |
| ------------------------------------------------------------------------------ | --------------------------------------- | ------------------ | ------- |
| František Modráček                                                             | Tschechische Sozialdemokratische Partei | 7826               | 57,8 %  |
| Melhuba                                                                        | Tschechische Agrarpartei                | 4634               | 34,2 %  |
| Josef Brož                                                                     | Christlich-sozialer Agrarier            | 662                | 4,9 %   |
| Em. Huml                                                                       | Jungtschechen                           | 306                | 2,3 %   |
|                                                                                | deutscher Zählkandidat                  | 81                 | 0,6 %   |
|                                                                                | Sonstige Parteien                       | 29                 | 0,2 %   |
| Wahlberechtigte: 14.841, Ungültige/Leere Stimmen: 153, Wahlbeteiligung: 92,3 % |                                         |                    |         |

### Reichsratswahl 1911
Die Reichsratswahl 1911 wurde am 13. Juni 1911 (erster Wahlgang) durchgeführt. Die Stichwahl entfiel auf Grund der absoluten Mehrheit für Modráček im ersten Wahlgang.
| Kandidat                                                                       | Partei                                  | Wahlkreis- stimmen | Prozent |
| ------------------------------------------------------------------------------ | --------------------------------------- | ------------------ | ------- |
| František Modráček                                                             | Tschechische Sozialdemokratische Partei | 7601               | 58,2 %  |
| Otakar Nebeský                                                                 | Tschechische Agrarpartei                | 4565               | 35,0 %  |
| Alois Švejda                                                                   | Tschechische Christlichsoziale Partei   | 755                | 5,8 %   |
|                                                                                | deutscher Zählkandidat                  | 73                 | 0,6 %   |
|                                                                                | Sonstige Parteien                       | 58                 | 0,4 %   |
| Wahlberechtigte: 15.690, Ungültige/Leere Stimmen: 297, Wahlbeteiligung: 85,1 % |                                         |                    |         |